# Ramzy Małe
Ramzy Małe (deutsch Klein Ramsen) ist eine Ortschaft in der Stadt- und Landgemeinde (Gmina) Sztum (Stuhm) im Powiat Sztumski (Stuhmer Kreis) der polnischen Woiwodschaft Pommern.

## Geographische Lage
Der Ort liegt im ehemaligen Westpreußen, etwa sieben Kilometer südöstlich von Stuhm (Sztum),  5½ Kilometer nordwestlich von Niklaskirchen (Mikołajki Pomorskie) und 1½ Kilometer nordwestlich von Sadlacken (Sadłuki). 

## Geschichte
Die Ortschaften Klein Ramsen und Groß Ramsen, die früher zum Güter-Komplex Hohendorf gehörten, wurden urkundlich erstmals in dem Privilegium für Pestlin (1295) erwähnt. Ältere Ortsbezeichnungen für beide Ortschaften zusammen sind Rensyn (1295), Rensen sowie Renczen (1402), Ronsen (1408), Renste (1530), Ramcza sowie Rancze (1593)  und Ramsy (1645). Der Güter-Komplex Hohendorf hatte während des großen Konföderationskriegs 1768–1772 Beschädigungen erlitten.
Besitzer des Ritterguts Klein Ramsen um 1896 war Ludwig von Brochwicz-Donimirski in Konitz.
Am 1. April 1927 hatte der Gutsbezirk Klein Ramsen eine Flächengröße von 194 Hektar.
Schon im 19. Jahrhundert hatten die schulpflichtigen Kinder aus dem Gutsbezirk Klein Ramsen die katholische Grundschule in Sadluken besucht, die seinerzeit einklassig gewesen war.
Am 30. September 1928 wurde der Gutsbezirk Klein Ramsen in die Landgemeinde Sadluken eingegliedert; die Gemeinde Sadluken wurde am 3. Juni 1938 in Sadlacken umbenannt.
Im Jahr 1945 gehörte die Gemeinde Sadlacken zum Landkreis Stuhm im Regierungsbezirk Marienwerder im Reichsgau Danzig-Westpreußen des Deutschen Reichs. Sadlacken war dem Amtsbezirk Kalsen zugeordnet.
Im Januar 1945 wurde Sadlacken von der Roten Armee besetzt. Nach Beendigung der Kampfhandlungen wurde die Region seitens der sowjetischen Besatzungsmacht zusammen mit ganz Hinterpommern und der südlichen Hälfte Ostpreußens – militärische Sperrgebiete ausgenommen – der Volksrepublik Polen zur Verwaltung überlassen. Sadlacken wurde unter der polnischen Ortsbezeichnung „Sadłuki“ verwaltet. Die einheimische deutsche Bevölkerung wurde von der polnischen Administration mit wenigen Ausnahmen aus Sadlacken vertrieben.

### Demographie
| Jahr | Einwohner | Anmerkungen |
| ---- | --------- | --- |
| 1864 | 79        | Vorwerk, darunter drei Evangelische und 76 Katholiken                                                                     |
| 1885 | 80        | am 1. Dezember, davon vier Evangelische und 76 Katholiken                                                                 |
| 1910 | 74        | Gutsbezirk, am 1. Dezember, darunter eine evangelische Person und 73 Katholiken; 73 Personen mit polnischer Muttersprache |
| 1925 | 78        | Gutsbezirk, am 16. Juni                                                                                                   |

## Kirche
Die Protestanten der hier bis 1945 anwesenden Dorfbevölkerung gehörten zur evangelischen Pfarrei Stuhm.